# 阿尔穆代纳
阿尔穆代纳，是西班牙巴伦西亚自治区阿利坎特省的一个市镇。总面积9km2，总人口109人（2001年），人口密度12人/km2。